# 清瀬讃歌
「清瀬讃歌」（きよせさんか）は、1997年（平成19年）に東京都清瀬市で発表された市民愛唱歌である。作詞・星野哲郎、作曲・池辺晋一郎。

## 解説
1996年（平成8年）、市内にある日本社会事業大学の創立50周年に当たり京極高宣学長が当時の市長であった星野繁に「清瀬を励まし、元気が出るような歌を作りませんか」と提案したことを機に作成された。市町村歌の多くは作詞を一般公募に諮るのが慣例となっているが、本曲の作成に当たっては「学生も4年間過ごす清瀬に思い出を残し、市民も自分たちの住む街に思いをはせるような清瀬を代表する歌を」との意図により、一般公募ではなく発案者の京極が個人的に依頼する形でいずれも専業の星野哲郎と池辺晋一郎が指名された。
楽曲の作成に係る費用を発案者と清瀬市役所の部課長会・係長会が合同で負担したことが当時の『きよせ市報』で紹介されており、1997年（平成9年）に完成。自主製作盤として清瀬室内合唱団による斉唱を収録したシングルCDが作成されている（非売品）。歌詞は全4番と戦後に作成された自治体歌としては比較的長く、2番では東京都無形民俗文化財の指定を受ける伝統行事の火の花祭が取り上げられている。
2012年（平成24年）に東京堂出版から刊行された『全国 都道府県の歌・市の歌』に本曲は収録されておらず市による公的な制定告示も今日まで行われていないものの、星野繁の後任で2011年（平成23年）に市長となった渋谷金太郎は本曲を非常に高く評価しており、自宅のピアノで「清瀬讃歌」をほぼ毎日演奏していると『きよせ市報』のコラムで述べている。2021年（令和3年）5月6日に行われた新市庁舎の竣工記念式典では、市立清瀬小学校5年生有志の合唱が披露された。